# Samoobrana
Samoobrana označava pravo na nekažnjen postupak pri korištenju mogućnosti obrane samoga sebe od djelovanja napadača. Definira se i kao izbjegavanje i sprječavanje napada na mentalni ili fizički integritet osobe. 
Napad može biti fizičke ili psihičke prirode. Pri samoobrani je iznimno dozvoljeno koristiti silu, ali samo u onoj mjeri u kojoj je potrebna za obranu.
Pravo na samoobranu također je utemeljeno i u međunarodnim pravu. 